# Zyprischer Fußballpokal 1984/85
Der Zyprische Fußballpokal 1984/85 war die 43. Austragung des zyprischen Pokalwettbewerbs. Er wurde vom zyprischen Fußballverband ausgetragen. Das Finale fand am 22. Juni 1985 im Makario-Stadion von Nikosia statt.
Pokalsieger wurde AEL Limassol. Das Team setzte sich im Finale gegen EPA Larnaka durch. AEL qualifizierte sich durch den Sieg für den Europapokal der Pokalsieger 1985/86.

## Modus
Die Begegnungen der Vorrunde wurden in einem Spiel ausgetragen. Bei unentschiedenem Ausgang wurde das Spiel um zweimal 15 Minuten verlängert. Stand danach kein Sieger fest, folgte ein Wiederholungsspiel auf des Gegners Platz. Endete auch dies unentschieden, gab es eine Verlängerung und gegebenenfalls ein Elfmeterschießen.
Ab der 1. Runde bis zum Halbfinale wurden alle Begegnungen in Hin- und Rückspiel ausgetragen. Bei Torgleichheit entschied zunächst die Anzahl der auswärts erzielten Tore, danach eine Verlängerung und schließlich das Elfmeterschießen.

## Teilnehmer
| First Division (14) | First Division (14) | Second Division (14) | Second Division (14) | Third Division (16) | Third Division (16) |
| --- | --- | --- | --- | --- | --- |
| - AEL Limassol - Alki Larnaka - Anorthosis Famagusta - APOEL Nikosia - Apollon Limassol - Aris Limassol - Enosis Neon Paralimni | - EPA Larnaka - Evagoras Paphos - Nea Salamis Famagusta - Olympiakos Nikosia - Omonia Aradippou - Omonia Nikosia - Pezoporikos Larnaka | - Adonis Idaliou - Akritas Chlorakas - Anagennisi Deryneia - Apollon Lympion - APOP Paphos - Ermis Aradippou - Ethnikos Achnas | - Chalkanoras Idaliou - Digenis Akritas Ypsona - Doxa Katokopia - Enosis Neon THOI Lakatamia - Keravnos Strovolou - Orfeas Nikosia - PAEEK Kyrenia | - AEK Kythreas - AEM Morphou - APEP Pitsilia - ASIL Lysi - ASO Ormideia - Digenis Akritas Morphou - Elpida Xylofagou - Ethnikos Assia | - Ethnikos Defteras - Iraklis Gerolakkou - Kentro Neotitas Maroniton - Neos Aionas Trikomou - Onisilos Sotira - Orfeas Athienou - Othellos Athienou - OXEN Peristeronas |

## Vorrunde
In dieser Runde traten alle 16 Teams der Third Division und 8 Teams der Second Division an.
|                         | Ergebnis |                            |
| ----------------------- | -------- | -------------------------- |
| APEP Pitsilia           | 2:3      | Apollon Lympion            |
| ASO Ormideia            | 0:1      | Othellos Athienou          |
| Digenis Akritas Morphou | 2:1      | Elpida Xylofagou           |
| AEK Kythreas            | 0:1      | Doxa Katokopia             |
| Chalkanoras Idaliou     | 4:0      | Ethnikos Defteras          |
| Iraklis Gerolakkou      | 1:0      | Enosis Neon THOI Lakatamia |
| Adonis Idaliou          | 2:3      | Kentro Neotitas Maroniton  |
| Neos Aionas Trikomou    | 3:1      | Akritas Chlorakas          |
| Onisilos Sotira         | 3:1      | Digenis Akritas Ypsona     |
| Othellos Athienou       | 3:0      | Keravnos Strovolou         |
| OXEN Peristeronas       | 1:0      | Ethnikos Assia             |
| ASIL Lysi               | 1:3      | AEM Morphou                |

## 1. Runde
Alle 14 Vereine der First Division und 6 weitere Vereine der Second Division stiegen in dieser Runde ein.
|                       | Gesamt          |                           | Hinspiel | Rückspiel |
| --------------------- | --------------- | ------------------------- | -------- | --------- |
| Apollon Limassol      | 1:2             | APOEL Nikosia             | 1:1      | 0:1       |
| APOP Paphos           | 3:2             | Kentro Neotitas Maroniton | 3:0      | 0:2       |
| Omonia Aradippou      | 3:2             | Chalkanoras Idaliou       | 1:1      | 2:1       |
| Aris Limassol         | 1:2             | Alki Larnaka              | 1:0      | 0:2       |
| Ethnikos Achnas       | (a)3:3(a)       | Evagoras Paphos           | 1:0      | 2:3       |
| Anagennisi Deryneia   | 11:10           | OXEN Peristeronas         | 5:1      | 6:0       |
| Ermis Aradippou       | 7:2             | Neos Aionas Trikomou      | 3:0      | 4:2       |
| Iraklis Gerolakkou    | 2:4             | EPA Larnaka               | 2:2      | 0:2       |
| Apollon Lympion       | (a)2:2(a)       | AEM Morphou               | 1:0      | 1:2       |
| Othellos Athienou     | 1:2             | Omonia Nikosia            | 1:2      | 0:0       |
| Olympiakos Nikosia    | 2:4             | AEL Limassol              | 2:3      | 0:1       |
| Onisilos Sotira       | 02:13           | Pezoporikos Larnaka       | 2:5      | 0:8       |
| Orfeas Athienou       | 1:2             | Doxa Katokopia            | 1:2      | 0:0       |
| Orfeas Nikosia        | 0:0 (4:3 i. E.) | Anorthosis Famagusta      | 0:0      | 0:0 n. V. |
| PAEEK Kyrenia         | 12:20           | Digenis Akritas Morphou   | 8:0      | 4:2       |
| Enosis Neon Paralimni | 0:0 (3:4 i. E.) | Nea Salamis Famagusta     | 1:0      | 0:1 n. V. |

## 2. Runde
|                       | Gesamt |                     | Hinspiel | Rückspiel |
| --------------------- | ------ | ------------------- | -------- | --------- |
| AEL Limassol          | 4:2    | Anagennisi Deryneia | 4:1      | 0:1       |
| Alki Larnaka          | 5:0    | Omonia Aradippou    | 5:0      | 0:0       |
| APOP Paphos           | 1:3    | EPA Larnaka         | 1:0      | 0:3       |
| Ethnikos Achnas       | 1:2    | Ermis Aradippou     | 0:1      | 1:1       |
| Doxa Katokopia        | 0:1    | PAEEK Kyrenia       | 0:0      | 0:1       |
| Omonia Nikosia        | 10:00  | Apollon Lympion     | 7:0      | 3:0       |
| Orfeas Nikosia        | 2:7    | APOEL Nikosia       | 1:2      | 1:5       |
| Nea Salamis Famagusta | 6:5    | Pezoporikos Larnaka | 3:4      | 3:1       |

## Viertelfinale
|                | Gesamt |                       | Hinspiel | Rückspiel |
| -------------- | ------ | --------------------- | -------- | --------- |
| AEL Limassol   | 2:1    | Alki Larnaka          | 1:0      | 1:1       |
| EPA Larnaka    | 4:0    | Nea Salamis Famagusta | 3:0      | 1:0       |
| Omonia Nikosia | 5:4    | APOEL Nikosia         | 3:1      | 2:3       |
| PAEEK Kyrenia  | 2:1    | Ermis Aradippou       | 1:0      | 1:1       |

## Halbfinale
|              | Gesamt |                | Hinspiel | Rückspiel |
| ------------ | ------ | -------------- | -------- | --------- |
| AEL Limassol | 5:1    | PAEEK Kyrenia  | 3:0      | 2:1       |
| EPA Larnaka  | 5:2    | Omonia Nikosia | 5:1      | 0:1       |

## Finale
| Paarung  | AEL Limassol – EPA Larnaka    |
| Ergebnis | 1:0 (1:0)                     |
| Datum    | 22. Juni 1985                 |
| Stadion  | Makario-Stadion, Nikosia      |
| Tore     | 1:0 Stelios Pelendritis (10.) |